# 阿力古多
阿力古多（？—？），又作阿力古多兀王，卫拉特蒙古贵族，杜尔伯特部的第一代首领博罗纳哈勒的父亲。
阿力古多的父亲是阿失帖木儿，祖父是也先。兄长克舍、阿沙。明宪宗成化二十二年（1486年），瓦剌首领克舍死后，和阿沙太师驻牧於察罕、阿剌帖儿等地。后来互相仇杀，西据哈密。次年，和克舍子养罕合兵计划进犯甘肃，哈密忠顺王罕慎上奏明朝。明朝有了准备，阿力古多为了报复，掠夺哈密剌木城。后来又想和罕慎结亲。